# أحمد هردي
أحمد بن حسن بن عزيز (بالكردية Ehmed Herdî, ئەحمەدی کوڕی حەسەن بەگ کوڕی عەزیز بەگ) والمعروف بأحمد هردي وهو شاعر، أديب وسياسي كردي عراقي ولد في سنة 1922 بمدينة السليمانية بكردستان العراق. في سنة 1957 قام بطبع ديوانه الشعري رازی تەنیایی باللغة الكردية، بعد صدور بيان 11 أذار في سنة 1970 عين هردي ليكون محاضرا في كلية الآداب في جامعة السليمانية ما بين عامي 1973 - 1974 وبعد اتفاقية الجزائر في سنة 1975 ما بين العراق وإيران غادر هردي إلى إيران وفي سنة 1992 انتقل أحمد هردي ليقيم في العاصمة البريطانية لندن. توفي أحمد هردي في يوم 29 تشرين الأول - أكتوبر من سنة 2006 بمدينة السليمانية.